# Надувающаяся головастая акула
Надувающаяся головастая акула, или индийская кошачьеголовая акула (лат. Cephaloscyllium sufflans) — один из видов рода головастых акул, семейство кошачьих акул (Scyliorhinidae). Эндемик юго-западной части Индийского океана. Размножается, откладывая яйца. Рацион составляют головоногие, ракообразные и небольшие рыбы. Максимальный размер 1,1 м.

## Таксономия
В 1921 году британский учёный Чарльз Тейт Реган описал надувающуюся акулу, как Scyliorhinus sufflans в выпуске научного журнала «Annals and Magazine of Natural History». Он отнёс новый вид к подроду Cephaloscyllium, который позднее был выделен в отдельный род. Типовой экземпляр имел в длину 75 см и был пойман в 24—35 км от устья реки Амвоти англ. Umvoti (Южная Африка).

## Ареал и среда обитания
Ареал надувающейся головастой акулы, по-видимому, ограничен водами, омывающими южно-африканскую провинцию Квазулу-Наталь и Мозамбик. Имеются записи о присутствии этого вида в Аденском заливе и у берегов Вьетнама, но, скорее всего, они относятся к другому, ещё неописанному виду головастых акул. Эта донная акула, которая распространена на континентальном шельфе и верхнем континентальном склоне на глубинах 40—600 м. Вероятно, существует возрастная сегрегация по предпочитаемой глубине. В целом у берегов Квазулу-Наталь на глубине 40—440 м были обнаружены только неполовозрелые особи; считается, что взрослые акулы держатся севернее и на большей глубине.

## Описание
Максимальная длина 1,1 м. Это акула с крепким телом и широкой приплюснутой головой. Рыло широкое и закруглённое. Овальные, вытянутые по горизонтали глаза расположены высоко на голове и имеют рудиментарное третье веко. Над и под глазами имеются выступающие гребни. Крупный рот изогнут в виде арки, борозды по углам рта отсутствуют. Верхние зубы видны, даже когда рот закрыт. Во рту 60 верхних и 44 нижних зубных рядов. Каждый зуб имеет центральный выступ и 1—2 латеральных зубца. Из пяти пар жаберных щелей третья — самая длинная.
Первый спинной плавник расположен напротив брюшных плавников. Второй спинной плавник существенно меньше и расположен над анальным плавником. Грудные плавники крупные и широкие. Анальный плавник меньше первого, но крупнее второго спинного плавника. Брюшные плавники небольшие, у самцов имеются короткие и толстые птеригоподии. Короткий хвостовой плавник имеет небольшую нижнюю лопасть и глубокую вентральную выемку у кончика верхней лопасти. Кожа толстая, покрыта разбросанными плакоидными чешуйками треугольной формы. Окрас светло-серо-коричневого цвета, брюхо светлее. По спине и хвосту разбросаны 6—7 тёмных бледных пятен седловидной формы, которые более отчётливо видны у молодых особей.

## Биология и экология
Подобно прочим головастым акулам надувающиеся головастые акулы способны накачиваться водой или воздухом, будучи вытащенными из воды, и раздуваться в случае опасности; таким способом они расклиниваются в щелях, не позволяя себя схватить, и даже отпугивают хищника. Рацион этих акул составляют ракообразные, в частности, лобстеры), головоногие и небольшие рыбы.
В желудке пойманной латимерии (Latimeria chalumnae) были обнаружены останки неполовозрелой надувающейся акулы длиной 48 см.

### Размножение и жизненный цикл
Этот вид размножается, откладывая по два яйца, заключённых в капсулу, из каждого яйцевода за один раз. Прикреплённые ко дну капсулы находили на глубинах, где обычно держатся взрослые акулы. Длина новорожденных составляет 20—22 см. Надувающиеся головастые акулы достигают половой зрелости при длине 70—75 см.

## Взаимодействие с человеком
Надувающиеся головастые акулы не представляют опасности для человека. Они не представляют экономической ценности, хотя кожа может быть использована. Иногда они попадают в глубоководные сети в качестве прилова, но, скорее всего, популяции в целом рыболовство не наносит большого вреда. Международный союз по охране природы присвоил этому виду статус «Вызывающий наименьшие опасения».